# Emilie Demant-Hatt
Emilie Demant-Hatt (* 24. Januar 1873 in Selde, Salling; † 4. Dezember 1958 in Fredriksberg), geboren Emilie Laurentze Demant Hansen, war eine dänische Malerin, Schriftstellerin und Ethnographin. Sie war seit dem 27. September 1911 mit dem Ethnographen Aage Gudmund Hatt (31. Oktober 1884–27. Januar 1960) verheiratet, an dessen wissenschaftlicher Arbeit sie teilnahm. Zudem hatte sie ein großes Interesse an der Kultur und Lebensweise der Samen.

## Leben
Demant-Hatt war Tochter des Kaufmanns Hans Frederik Christian Hansen (1836–1921) und der Emma Duzine Demant (1842–1922). Sie wuchs im Sundsøregebiet am Limfjord auf. Ihren ersten Zeichenunterricht erhielt sie bei Ida Schiøttz-Jensen und später in der Zeichenschule von Emilie Mundt und Marie Luplaus. Später wurde sie in die Frauenkunstschule der Kunstakademie aufgenommen, die sie bis 1901 und 1906–07 besuchte. 1903 debütierte sie auf der Kunstausstellung in der Kunsthalle Charlottenborg. Als 14-Jährige traf sie Carl Nielsen, der ihr mehrere Musikkompositionen widmete und mit dem sie eine Beziehung einging.
Emelie Demant heiratete 1911 Gudmund Hatt und unternahm danach viele Reisen mit ihm. Später wurde ihr Leben von Krankheit und öffentlichen Vorwürfen gegen ihren Ehemann überschattet, dem vorgeworfen wurde, während des Zweiten Weltkrieges zu deutschfreundlich gewesen zu sein. 1947 wurde Gudmund Hatt von einem Sondergericht für den öffentlichen Dienst des „unwürdigen nationalen Verhaltens“ für schuldig befunden und von seiner Professur an der Universität Kopenhagen entlassen – allerdings behielt er seine Pension. Kurz vor ihrem Tod wurde Demant-Hatt zum Ritter des Wasaordens geschlagen.

## Forschung
Auf einer Reise mit ihrer Schwester Marie nach Torne Lappmark im Sommer 1904 traf Emilie Demant-Hatt den Samen Johan Turi, mit dem sie guten Kontakt pflegte. Nach der Rückkehr nach Dänemark studierte sie Samisch bei dem Philologen Vilhelm Thomsen an der Universität Kopenhagen. Ein paar Jahre später kehrte sie nach Lappland zurück, um Turi dabei zu helfen, sich seinen Wunsch zu erfüllen und ein Buch über das Leben der Sami zu schreiben.  Sie richteten sich am See Torneträsk ein, wo Emilie Demant-Hatt Hausarbeiten erledigte und den Verfasser anspornte, während er schrieb. Als Turi einige Monate später fertig war, ordnete Demant-Hatt das Manuskript, übersetzte es ins Dänische und überließ es zur Veröffentlichung ihrem Freund Hjalmar Lundbohm. Dieses epochenmachende Werk Muittalus sámid birra: En bok om lapparnas liv wurde 1910 zunächst mit samischem und dänischem Text veröffentlicht, ein Jahr später erschien Demant-Hatts Übersetzung unter dem Titel En Bog om Lappernes Liv. Durch dieses Buch wurde Demant-Hatt für kurze Zeit weltberühmt.
Nachdem sie Johan Turi geholfen hatte, sich seinen Lebenstraum zu erfüllen, tat er dasselbe für sie. Er ermöglichte es ihr, ein Jahr lang mit umherziehenden Sami zu leben. Ende Juni 1907 folgte Johan Turi ihr nach Kattuvuoma nördlich von Torneträsk, wo sie sich bei einer Familie in Talma sameby einrichtete. Mit dieser Familie verbrachte sie den ganzen Sommer, Herbst und den Großteils des Winters. Um neue Gebiete kennenzulernen, zog Demant-Hatt dann zu einer Familie in der Region Karesuando und begleitete sie auf ihrem beschwerlichen Umzug über das Hochgebirge an die norwegische Küste. Ihre Erlebnisse aus jenem Jahr beschrieb sie in dem Buch Med lapperne i höjfjeldet, zu dem u. a. auch der Finnougrist Karl Bernhard Wiklund (1868–1934) Kommentare beisteuerte.
In den Jahren 1918 bis 1919 stellte sie zusammen mit K. B. Wiklund das Buch Lappish Texts (Samische Texte) mit Texten von Johan Turi und seinem Neffen Per Turi zusammen. 1918 wurde ihr Buch Die läppischen Nomaden in Skandinavien in deutscher Sprache veröffentlicht.
Demant-Hatt wurde 1940 in Stockholm mit der Hazelius-Medaille für ihre Studien über die Sami ausgezeichnet.

## Kunst
Demant-Hatt hatte als naturalistische Malerin angefangen. Als sie jedoch 1922–23 mit ihrem Ehemann in das damalige Dänisch-Westindien reiste und bei ihrer Rückkehr im Jahr 1924 eine Ausstellung, unter anderem mit Gemälden von Harald Giersing und Edvard Veie, besuchte, änderte sich ihre Ausdrucksform entscheidend in eine expressionistische Richtung. Gleichzeitig nahmen die Motive die Form von Fantasien an. Beispiele hierfür sind die Bilder Slavekirkegaarden på Skt. Thomas (1927), Byens Bund (1938), Religiøs Ekstase i Koten (1938) und Eksotisk Landskab (1939).
Demant-Hatt setzte nach dem Zweiten Weltkrieg fort, in unterschiedlichen Zusammenhängen auszustellen. 1949 hatte sie eine große retrospektive Ausstellung in Charlottenborg. Ein Jahr später übergab sie 50 Ölgemälde mit Motiven von Lappland dem Nordischen Museum in Stockholm. 1958 stellte sie ihre Bilder auf der Frauenausstellung Expo presentée par le Club International Féminin in Paris aus. Sie vermachte eine Reihe ihrer Werke dem ehemaligen Kunstmuseum Skive (heute Museum Salling). Diese wurden 1966 an das Museum übergeben.

## Nachwirkung
Für lange Zeit war Demant-Hatt fast vergessen, seit den 1980er Jahren entstand jedoch neues Interesse an ihrem Leben, ihrem Werk und ihrer ethnographischen Arbeit. Beispielsweise führte das Beaivváš Sámi Theater 1993 ein Stück über ihr Leben auf.
1949 schrieb sie ihre Autobiographie Foraarsbølger. Das Manuskript wurde der Königlichen Bibliothek anvertraut, wurde auf ihren Wunsch hin jedoch 25 Jahre lang nicht veröffentlicht. Das Manuskript geriet in Vergessenheit und wurde erst 2002 von John Fellow wiederentdeckt. Foraarsbølger: Erindringer om Carl Nielsen wurde 2002 von Multivers veröffentlicht.
Die Werke von Emilie Demant-Hatt befinden sich hauptsächlich im Skive Kunstmuseum und im nordischen Museum in Stockholm.

## Werke
- Johan Turi: Muittalus samid birra: en bog om lappernes liv (als Übersetzerin und Herausgeberin), 1910–1911.
- Med Lapperne i højfjeldet. 1913.
- Die lappländischen Nomaden in Skandinavien. 1918.
- Johan & Per Turi: Lappish Texts (als Herausgeberin), 1918–1919.
- Ved Ilden, en samling samiske eventyr og sagn. 1922.
- Den lapska husmodern. Uppsala, 1927.
- Offerforestillinger og erindringer om troldtrommen hos nulevende Lapper. Oslo, 1928.
- Foraarsbølger: Erindringer om Carl Nielsen. 1949 (2002).